# Aleph (Bibliothekssoftware)
Aleph (Automated Library Expandable Program Hebrew University of Jerusalem) ist ein von der israelischen Ex Libris Group vertriebenes integriertes Bibliothekssystem. Für kleinere Bibliotheken ist unter dem Namen Alephino eine schlankere Version von Aleph 500 auf dem Markt.
Die Software Aleph verfügt über fünf Module. Je eines dient der Katalogisierung, der Erwerbung, der Ausleihe und der Fernleihe. Über das fünfte Modul wird die technische Administration durchgeführt.

## Technik
Aleph ist hauptsächlich in den Programmiersprachen Cobol und C sowie der Sprache der C-Shell geschrieben.
Aleph verwendet eine mehrschichtige Client-Server-Architektur. Den Clients werden über APIs verschiedene Anwendungsleistungen zur Verfügung gestellt. Die Kommunikation zwischen dem Server und den Clients basiert auf einem zustandslosen Transaktions-Modell.
Aleph 500 basiert auf einer Oracle-Datenbank und verfügt über eine XML-Schnittstelle. Die ursprünglich nur zweisprachige, hebräisch-englische Benutzeroberfläche unterstützt mittlerweile durch Integration von Unicode zwanzig verschiedene Sprachen mit deren spezifischen Schriften und Schriftrichtungen.

## Geschichte

### Entwicklung
Nach den ersten Erfahrungen mit dem Einsatz von Computern zur Verwaltung von Bibliotheken, begannen in den 1960ern und 1970ern weltweit Bestrebungen wachzuwerden, eine Software zu entwickeln, mit der sämtliche der unterschiedlichen Geschäftsgänge einer Bibliothek zentral verwaltet werden können. Auch in Israel wurde nach einer umfassenden Softwarelösung gesucht, verschiedene Versuche blieben aber erfolglos. Ein Höhepunkt war hier die Ablehnung eines durch eine staatliche Arbeitsgruppe eingeholten Angebots von IBM Israel im Juni 1981.
Auch der Hebräischen Universität Jerusalem erschienen die existierenden Systeme als inadäquat, vor allem wurden von keinem sowohl der hebräische als auch der lateinische Schriftsatz unterstützt. Man entschied sich deshalb für eine Eigenentwicklung. Aufbauend auf bereits bestehenden Konzepten entwickelte Aleph Yissum, ein Ableger-Unternehmen der Hebräischen Universität Jerusalem, ein integriertes Bibliothekssystem namens Aleph, das Benutzern wie Bibliothekspersonal online und in Echtzeit zur Verfügung stand. Einige grundlegende Konzepte wurden von der dabei von IBM für die Universitätsbibliothek Dortmund entwickelten System DOBIS übernommen. Über Aleph konnten bereits damals der Bibliothekskatalog als OPAC, die bibliothekarische Erwerbung und die Entlehnung sowohl von Buchbänden wie auch Zeitschriften verwaltet werden. Wie geplant, unterstützte Aleph verschiedenste Schriftsätze.
Der Chefentwickler von Aleph war Yohanan Shproch, der auch eine Führungsrolle im Unternehmen Aleph Yissum einnahm.

### Inbetriebnahme in Israel
Erstmals in Betrieb ging Aleph im November 1981 an einer neuen Zweigstelle der Bibliothek der Hebräischen Universität Jerusalem, der Kaplan Bibliothek für Sozialwissenschaften mit damals rund 100.000 Bänden. Die Studenten konnten auf drei öffentlichen Terminals im OPAC recherchieren. Die zuständige staatliche Stelle entschied sich bald dazu, die Idee eines landesweiten Gesamtkatalogs aller Universitätsbibliotheken zu fördern, unter der Auflage, dass alle Bibliotheken Aleph verwenden und die Software zentral von Aleph Yissum entwickelt und gewartet wird. Dabei sollten die zunächst dezentral, also an den jeweiligen Bibliotheken, geführten OPACs eines Tages in einer zentralen Datenbank vereinigt werden. Mithilfe staatlicher Zuschüsse kauften zwischen 1983 und 1988 tatsächlich alle acht israelischen Universitätsbibliotheken die neue Software.

### Weltweiter Verkauf
Nachdem Aleph Yissum die neue Bibliothekssoftware entwickelt hatte, unterschrieb die Universität einen Vertrag mit dem Unternehmer Azriel Morag, der eine Firma namens Ex Libris gründete, um Aleph zu vermarkten. Im Jahr 1996 fusionierte man die beiden Unternehmen Aleph Yissum und Ex Libris.
Im Jahr 1989 begann der Verkauf von Aleph ins Ausland, vor allem nach Europa. Bis 1995 verkaufte man die Software an rund 200 Bibliotheken. Im Jahr 1995 beliefen sich die Kosten eines Aleph Systems inklusive acht Terminals für eine Bibliothek auf rund 25.000 US-$.
Der seit 1995 entwickelte vierte Nachfolger Aleph 500, der 1997 zuerst von der Universität Gent eingesetzt wurde, konnte sich als eines der international führenden Bibliotheksverwaltungssysteme etablieren und wurde nach Angaben des Herstellers 2008 von weltweit rund 2250 Institutionen verwendet.
Im Jahre 2012 wurde das System für 14 Millionen Rubel bei der Russischen Nationalbibliothek in Sankt Petersburg eingesetzt. Zum damaligen Zeitpunkt war das System schon seit Jahren bei der Russischen Staatsbibliothek in Moskau integriert gewesen. Ein solcher Einsatz war mit der Kritik seitens der Bibliotheksmitarbeiter verbunden, da das System eher für kleine Universitätsbibliotheken bestimmt und nicht für riesige Nationalbibliotheken geeignet gewesen sei.

## Verwendung in deutschsprachigen Verbünden
Der Umstieg der am österreichischen Verbund teilnehmenden Bibliotheken auf Aleph wurde nach einer EU-weiten Ausschreibung im November 1997 beschlossen, die Produktion wurde Anfang 1999 aufgenommen. Die Ablöse von Aleph durch das ebenfalls von Ex Libris stammende Produkt Alma im Verbund erfolgt seit März 2018.
Im deutschen Verbund hbz fiel die Entscheidung für Aleph im Jahr 1999. Im April 2000 wurde Aleph als Verbundsystem in Betrieb genommen. Als neues System wurde Ende 2019 Alma ausgewählt.
Der Bibliotheksverbund Bayern führte 2002 nach einer Marktsichtung eine EU-weite Ausschreibung durch und entschied sich vor dem Jahresende für Aleph. Der Produktionsbetrieb startete im Juli 2004. Die Ablöse durch einen Cloud-basierten Nachfolger ist in Planung.
Für den Informationsverbund Deutschschweiz (IDS) wurde 1997 Aleph 500 gewählt und ab 1998 installiert. Im Rahmen des Projekts Swiss Library Service Platform (SLSP) soll ebenfalls zum Nachfolgeprodukt Alma gewechselt werden.